# Sharon Lovelace Blackburn

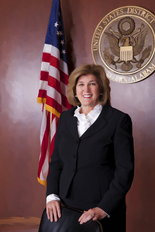
Sharon Lovelace Blackburn US-Bundesrichterin

Sharon Lovelace Blackburn (* 7. Mai 1950 in Pensacola, Florida) ist eine US-amerikanische Juristin, die unter anderem zwischen 2006 und 2013 Präsidentin des US-Bezirksgerichts für den nördlichen Bezirk von Alabama (Chief Judge of the United States District Court for the Northern District of Alabama) war.

## Leben
Sharon Lovelace Blackburn absolvierte nach dem Schulbesuch ein grundständiges Studium an der University of Alabama, welches sie 1973 mit einem Bachelor of Arts (B.A.) beendete. Ein darauf folgendes Studium der Rechtswissenschaften an der Cumberland School of Law der Samford University schloss sie 1977 mit einem Juris Doctor (LL.B.) ab und war nach ihrer anwaltlichen Zulassung 1977 kurzzeitig juristische Mitarbeiterin von J. O. Sentell, einem Richter am Obersten Gerichtshof von Alabama (Supreme Court of Alabama), sowie zwischen 1977 und 1979 als juristische Mitarbeiterin von Robert Edward Varner, der Richter am (US District Court for the Middle District of Alabama) war. Nachdem sie 1979 als Rechtsanwältin für den Juristischen Dienst für den Bereich Birmingham gearbeitet hatte, wurde sie 1979 stellvertretende US-Bundesanwältin für den nördlichen Bezirk von Alabama (Assistant US Attorney for the Northern District of Alabama) und war dort zunächst zwischen 1979 und 1985 in der Zivilrechtsabteilung sowie von 1985 bis 1991 in der Strafrechtsabteilung tätig.
Am 11. April 1991 wurde Sharon Lovelace Blackburn durch US-Präsident George H. W. Bush für einen neu geschaffenen Sitz als Bundesrichterin am US-Bezirksgericht für den nördlichen Bezirk von Alabama (District Court for the Northern District of Alabama) nominiert. Nach der Zustimmung des US-Senats am 24. Mai 1991 trat sie dieses Amt offiziell am 30. Mai 1991 an. Als Nachfolgerin von U. W. Clemon übernahm sie 2006 auch das Amt als Präsidentin des US-Bezirksgericht für den nördlichen Bezirk von Alabama (Chief Judge of the District Court for the Northern District of Alabama) und bekleidete dieses bis 2013, woraufhin Karon O. Bowdre sie ablöste. Am 8. Mai 2015 schied sie aus dem aktiven Richterdienst und wurde daraufhin Senior Judge, während Annemarie Axon zur neuen Bundesrichterin für das US-Bezirksgericht für den nördlichen Bezirk von Alabama ernannt wurde.